# Vida minha
«Vida minha» (Моя жизнь) — песня португальской певицы Филипы Созы, представляющая Португалию на музыкальном конкурсе Евровидение 2012.

## Информация о песне
В национальном отборе 2012 года — Festival da Canção — 10 марта приняло участие 12 исполнителей. Победительницей отбора стала Филипа Соза с песней «Vida minha». Победитель определялся путём суммарной оценки профессионального жюри и телефонного голосования зрителей; Соза получила наивысшие оценки как у жюри, так и у телезрителей. Организатор отбора — Португальское телевидение посвятило конкурс этого года традиционному музыкальному жанру фаду, включённому в список нематериального культурного наследия человечества.
Авторами песни «Vida minha» стали Андрей Бабич и Карлос Коэльо, которые также были создателями португальской композиции для Евровидения 2008 «Senhora do Mar». «Vida minha» представляет собой музыкальную композицию в стиле поп-фолк с элементами фаду; текст песни написан на португальском языке.

## Список композиций
- Digital download[5]

1. «Vida Minha» (Radio Edit) — 2:56
2. «Vida Minha» (Karaoke Edit) — 2:56
3. «Vida Minha» (Instrumental Edit) — 2:56

## Хронология релизов
| Страна                | Дата          | Формат               | Лейбл           |
| --------------------- | ------------- | -------------------- | --------------- |
| Международное издание | 11 марта 2012 | цифровая дистрибуция | ABC Productions |